# Município de Pike (condado de Clark, Ohio)
O município de Pike (em inglês: Pike Township) é um município localizado no condado de Clark no estado estadounidense de Ohio. No ano de 2010 tinha uma população de 3.730 habitantes e uma densidade populacional de 39,21 pessoas por km².

## Geografia
O município de Pike encontra-se localizado nas coordenadas 40° 00′ 00″ N, 83° 58′ 47″ O. Segundo a Departamento do Censo dos Estados Unidos, o município tem uma superfície total de 95.13 km², da qual 95,12 km² correspondem a terra firme e (0 %) 0 km² é água.

## Demografia
Segundo o censo de 2010, tinha 3.730 habitantes residindo no município de Pike. A densidade populacional era de 39,21 hab./km². Dos 3.730 habitantes, o município de Pike estava composto pelo 97,18 % brancos, o 0,38 % eram afroamericanos, o 0,05 % eram amerindios, o 0,54 % eram asiáticos, o 0,24 % eram de outras raças e o 1,61 % eram de uma mistura de raças. Do total da população o 1,07 % eram hispanos ou latinos de qualquer raça.